# Piestrzyca popielata

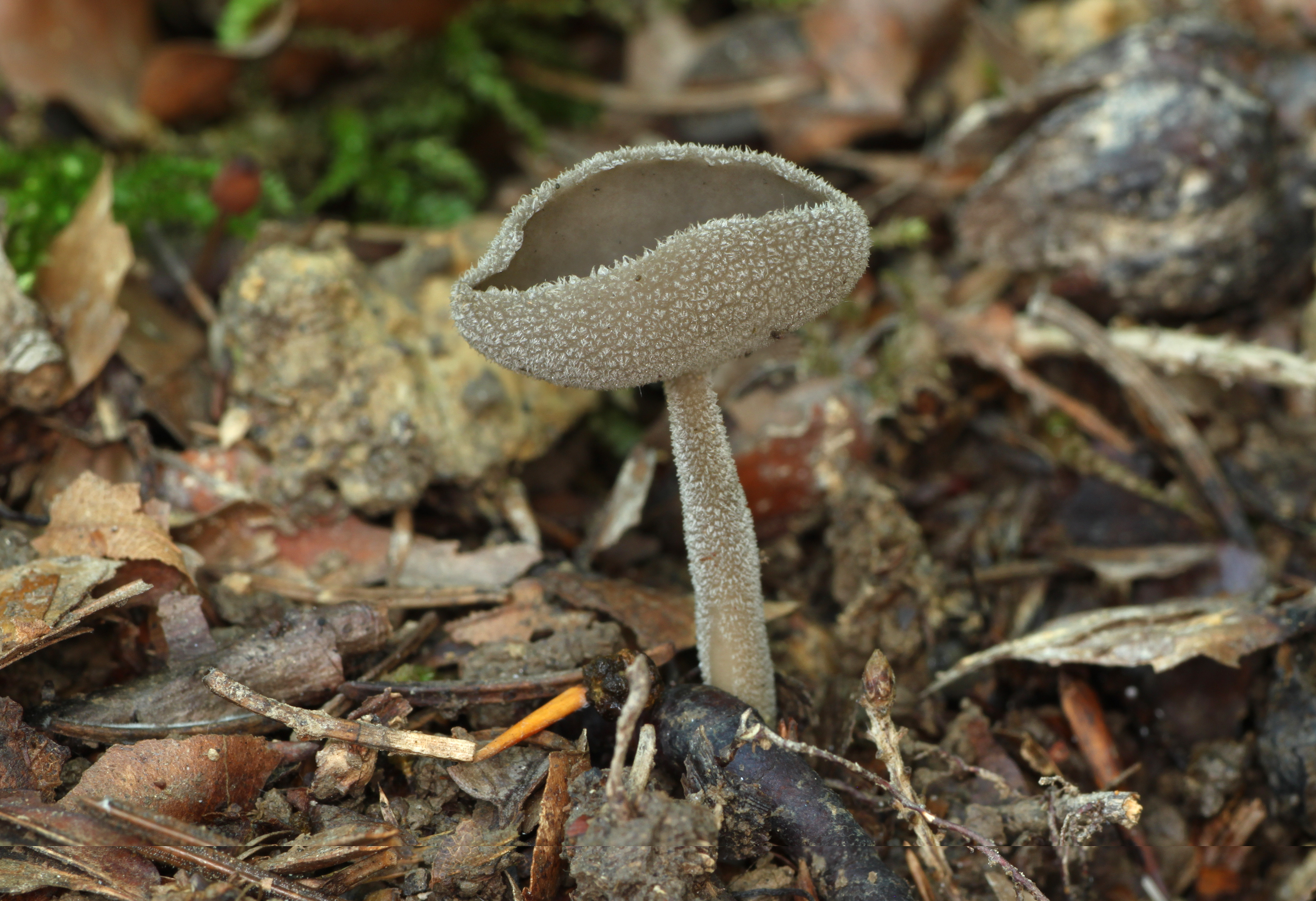

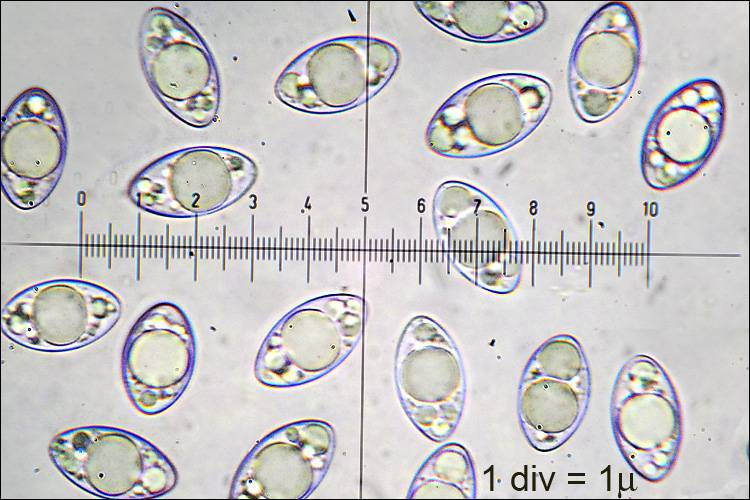
Zarodniki

Piestrzyca popielata (Helvella macropus (Pers.) P. Karst.) – gatunek grzybów z rodziny piestrzycowatych (Helvellaceae).

## Systematyka i nazewnictwo
Po raz pierwszy gatunek ten zdiagnozował w 1796 r. Christiaan Hendrik Persoon jako Peziza macropus, do rodzaju Helvella przeniósł go Petter Karsten w 1871 r.
Ma kilkadziesiąt synonimów naukowych. Niektóre z nich:

- Cowlesia bulbosa (Hedw.) Nieuwl. 1916
- Cyathipodia bulbosa (Hedw.) Boud. 1907
- Cyathipodia macropus (Pers.) Dennis 1960
- Helvella bulbosa (Hedw.) Kreise l 1984
- Lachnea bulbosa (Hedw.) W. Phillips 1887
- Lachnea macropus (Pers.) W. Phillips 1887
- Macropodia bulbosa (Hedw.) Fr. 1822
- Macroscyphus macropus (Pers.) Gray 1821
- Octospora bulbosa Hedw. 1789
- Peziza bulbosa (Hedw.) Nees 1816
- Peziza macropus Pers. 1796
- Peziza stipitata Huds. 1778

Polska nazwa według M.A. Chmiel. W polskim piśmiennictwie mykologicznym gatunek ten opisywany był także jako długotrzonka popielata.

## Morfologia
Kapelusz
Początkowo niemal kulisty, później coraz bardziej rozpostarty, w postaci okrągłej miseczki o średnicy 2–4 cm. Zarodniki wytwarzane są na górnej, wklęsłej powierzchni tej miseczki. Jest ona gładka, o barwie popielatej, szarobrązowej, szaroczarnej. Dolna powierzchnia jest szarobiała i filcowato owłosiona (tak samo jak trzon).
Trzon
Wysokość 1–7 cm, w stanie dojrzałości zwykle dłuższy niż szerokość kapelusza, grubość 1- 5 mm;, mniej więcej cylindryczny, czasami z pęknięciami w pobliżu podstawy. Powierzchnia brązowawa (podobnej barwy jak spód kapelusza), przy podstawie biaława, drobno owłosiona, ale u starszych okazów niemal naga.
Miąższ
Cienki, białawy o niewyraźnym zapachu i smaku.
Cechy mikroskopowe
Zarodniki 18-25 × 10-12,5 µm, wrzecionowate lub niemal wrzecionowate (ale sporadycznie zdarzają się elipsoidalne, zwłaszcza gdy są jeszcze w worku), gładkie lub szorstkie, zwykle z jedną dużą centralną gutulą i drugą, mniejszą na każdym końcu, ale po nawodnieniu podczas obserwacji mikroskopowej zwykle z jedną dużą gutulą i różnymi mniejszymi kropelkami. Parafizy szkliste do ochrowych z maczugowatymi lub półkulistymi wierzchołkami o szerokości 5-10 µm. Strzępki wystające nad powierzchnię owocnika szkliste do brązowawych, często ułożone w krótkie lub długie pasma, z licznymi septami i nabrzmiałymi, półkulistymi wierzchołkami.
Gatunki podobne
Jest kilka podobnych, trudnych do odróżnienia gatunków piestrzyc z miseczkowatymi kapeluszami, cienkimi, nieżebrowanymi trzonkami i owłosionymi owocnikami. Piestrzyca popielata odróżnia się od nich wrzecionowatymi zarodnikami; zarodniki podobnych gatunków, w tym Helvella cupuliformis, są elipsoidalne. Należy jednak ostrożnie oceniać tę cechę, ponieważ zarodniki Helvella macropus w stanie niedojrzałym są często elipsoidalne.

## Występowanie i siedlisko
Piestrzyca popielata występuje w Ameryce Północnej, Europie i Azji. W Europie jest szeroko rozprzestrzeniona, występuje na całym obszarze od Morza Śródziemnego po północne krańce Półwyspu skandynawskiego. W Polsce jest dość częsta.
Rośnie samotnie lub stadnie na ziemi lub w mchu pod twardymi drzewami liściastymi (zwłaszcza dębami) lub drzewami iglastymi, a także nana próchniejącym drewnie. Owocniki pojawiają się od lata do późnej jesieni.

## Znaczenie
Prawdopodobnie jest grzybem mikoryzowym. Jest grzybem jadalnym.